# Bernard Pardo
Bernard Pardo (* 19. Dezember 1960 in Gardanne) ist ein ehemaliger französischer Fußballspieler. Er bestritt 13 Spiele für die Französische Fußballnationalmannschaft.

## Laufbahn als Fußballspieler
In seiner Jugend spielte Pardo in seiner Heimatstadt bei der AS Gardanne. 1978 wechselte er mit 17 Jahren zum nordfranzösischen Zweitligisten US Boulogne und konnte sich trotz seines geringen Alters direkt in der Mannschaft etablieren; auf diesem Weg weckte er die Aufmerksamkeit des Erstligisten OSC Lille, der ihn 1979 unter Vertrag nahm. Bei Lille absolvierte er zwar sein erstes Spiel in der höchsten nationalen Liga, kam jedoch nicht über zwei Einsätze hinaus und entschied sich 1980 zur Rückkehr in die zweite Liga, als er beim Armorique Brest unterschrieb. 
Mit Brest schaffte er am Ende der Saison 1980/81 den Aufstieg und behielt anschließend, anders als zuvor in Lille, seinen Stammplatz; infolgedessen gehörte er zu den Leistungsträgern eines Teams, mit dem er vier Mal die Klasse hielt, bevor er den Verein 1985 verließ. Einen neuen Arbeitgeber fand er in der eine Liga tiefer antretenden AS Saint-Étienne, verletzte sich allerdings während der Vorbereitung auf die Spielzeit 1985/86. Dadurch bedingt verpasste er die Hinserie, konnte in der Rückrunde hingegen mit seinen Leistungen überzeugen.
1986 gelang ihm mit einem Wechsel zum SC Toulon die Rückkehr in die Erstklassigkeit; dabei konnte er derart überzeugen, dass er in die französische Nationalelf berufen wurde und am 24. August 1988 bei einem 1:1 gegen die Tschechoslowakei erstmals deren Trikot trug. Im Sommer 1989 folgte sein Wechsel zum Ligakonkurrenten Girondins Bordeaux, der von regelmäßigen Berufungen in den Kreis der Nationalmannschaft gefolgt wurde. 
1990 ging er zum ebenfalls erstklassigen Klub Olympique Marseille. Für Marseille gelang ihm sein Debüt im europäischen Wettbewerb; die Mannschaft zog ins Europapokalfinale 1991 ein, wobei Pardo nicht zum Einsatz kam und eine Niederlage seines Vereins erleben musste. Gleiches galt im nationalen Pokal, während er in der Liga seinen einzigen französischen Meistertitel gewann. Allerdings stellte der 3:1-Erfolg gegen Spanien am 20. Februar 1991 seinen letzten Einsatz für Frankreich dar.
Zur Saison 1991/92 wurde er vom Erstligakonkurrenten Paris Saint-Germain aufgenommen, spielte dort aber kaum eine Rolle in der Mannschaft, weswegen er am Ende der Spielzeit nicht behalten wurde. Dies bedeutete nach 324 Erstligapartien mit 18 Toren und 83 Zweitligapartien mit neun Toren das Ende seiner Profilaufbahn.

## Karriereende und das Leben danach
Zu Beginn des Jahres 1993 hatte der Ex-Profi Pardo zugesagt, für einen Amateurklub auf der Insel Réunion zu spielen; dazu kam es nicht mehr, da er am 31. Januar desselben Jahres in Marseille mit dem Vorwurf des Schmuggels von Kokain verhaftet wurde. Weil er eine Kaution in Höhe von 100.000 Francs bezahlte, wurde er im Juli 1993 aus der Haft entlassen und unterschrieb im Januar 1994 bei seinem mittlerweile drittklassigen Ex-Verein Toulon, dessen Trikot er bis zum Saisonende trug.
Nachdem er im Jahr 1998 nach zwei Herzinfarkten dem Tod entgangen war, engagierte sich der frühere Fußballer ehrenamtlich in einer Gesellschaft zur Förderung von Organspenden. 2004 ließ er sich in seinem Heimatort Gardanne gemeinsam mit seinem Bruder als Gastronom nieder; dort schaffte er 2008 zudem den Sprung in den Gemeinderat.